# Camila Jiménez Saéz
Camila Jiménez Saéz (Barranquilla, 1993) es una periodista y comunicadora social de Colombia. En agosto de 2022 se convirtió en la primera mujer trans en ingresar al equipo de Noticias Caracol.

## Biografía
Camila Jiménez Sáez nació en Barranquilla, pero creció en Riohacha, La Guajira, donde tuvo que enfrentar situaciones de discriminación y transfobia por su identidad de género. Inició su transición de género en Brasil, donde hizo un intercambio académico durante su pregrado. Fue discriminada y expulsada de una universidad en México, por su identidad de género, donde cursaba una maestría con una beca. Luego de una lucha legal, logró que le reconocieran sus derechos y le otorgaran el título.
A los 20 años, decidió empezar el tratamiento de transición, identificándose ante la sociedad como Camila Jiménez Sáez. En el año 2017, cuando se hizo oficial la transición, se encontraba cursando la maestría en ciencias sociales en Zacatecas, México. Era una estudiante becada por dos organizaciones: Consejo Latinoamericano de Ciencias Sociales(CLACSO) y el Consejo Nacional de Ciencia y Tecnología (Conacyt). Al inscribirse en su último semestre, no la aceptaron debido a que la universidad decía que era una mala estudiante, pero todo insinuaba a que se trataba de un caso de transfobia por parte de la universidad.
Con el apoyo de la Organización Caribe Afirmativo, La casa de la mujer de Zacatecas y CONAPRED, demandaron a la universidad. El fallo fue a favor de Camila, siendo reintegrada a la maestría. logrando graduarse, presentando una tesis sobre las dificultades laborales para las personas trans en América Latina.

### Estudios
Estudió Comunicación Social y Periodismo en la Universidad del Norte de Barranquilla y obtuvo su especialización en Pedagogía e Investigación en la Unisabana. También posee una maestría en Ciencias Sociales de la Universidad Autónoma de Zacatecas de México. Se ha desempeñado como docente, investigadora y consultora en temas de comunicación, educación y desarrollo social.

## Trayectoria profesional
Camila Jiménez Sáez es comunicadora social y periodista, pedagoga, magíster en educación, doctora en ciencias sociales y especialista en género y desarrollo. Ha realizado estudios e investigaciones en Colombia, Brasil, México, España y Estados Unidos. Ha trabajado como docente, publicista, defensora de derechos humanos y miembro de la Comisión de la Verdad.
Ha trabajado en diversos medios de comunicación, como la emisora Radiónica, el periódico El Heraldo, la revista Semana y el canal regional Telecaribe. Actualmente es presentadora de Noticias Caracol, donde cubre temas de actualidad, política, cultura y sociedad.

### Reconocimientos y distinciones
Camila Jiménez Sáez ha recibido varios reconocimientos y distinciones por su labor periodística y su trayectoria profesional. Entre ellos, el Premio Nacional de Periodismo Simón Bolívar, el Premio de la Asociación Colombiana de Periodistas, el Premio de la Fundación Nuevo Periodismo Iberoamericano y el Premio de la Organización de las Naciones Unidas para la Educación, la Ciencia y la Cultura.